# ADP-ribose-1''-phosphate phosphatase
L’ADP-ribose-1’’-phosphate phosphatase est une hydrolase qui catalyse la réaction :
ADP-ribose-1’’-phosphate + H2O  {\displaystyle \rightleftharpoons }  ADP-D-ribose + phosphate.
Cette enzyme est hautement spécifique de l'ADP-ribose-1’’-phosphate. On la trouve dans une grande variété d'organismes, comme des levures et certains virus.